# Elevon

Elevons an der Tragflächenhinterkante einer Convair F-102 Delta Dagger

Ein Elevon ist bei Flugzeugen eine Kombination von Höhen- und Querrudern. Anstatt jeweils separate Höhen- und Querruder an teilweise unterschiedlichen Tragflächen vorzusehen, werden Elevons an den Haupttragflächen angebracht und steuern sowohl die Längs- als auch die Querneigung des Flugzeugs.
Elevons werden bei Flugzeugen mit Deltaflügeln und bei Nurflügelflugzeugen verwendet. Dies trifft in erster Linie auf Flugzeuge für sehr hohe Geschwindigkeit zu. Beispiele sind die US-amerikanischen Convair-Überschallkampfflugzeuge (F-102/F-106, B-58), der schwedische Saab 35 Draken, die Concorde, das Space Shuttle und der Eurofighter.
Die Bezeichnung Elevon ist ein Kofferwort aus den englischen Worten elevator (deutsch Höhenruder) und aileron (deutsch Querruder).